# Райрешвар
Райрешвар (маратхі — रायरेश्वर) — населений пункт в адміністративній раді міста Бхор, штат Махараштра, округ Пуне, за 82 км від міста Пуне.
Привабливим для туристів є стародавній храм, котрий, однак, був перебудований у 18 сторіччі, у ньому Шиваджі склав присягу «Hindavi Swarajya». Райрешвар лежить у горбистій місцевості, неподалік розташовані форти, зокрема — Кеньялгад (англ. Kenjalgad), кілька невеликих мальовничих озер.

## Принагідно
- Raireshwar Map

| Індія | Це незавершена стаття з географії Індії. Ви можете допомогти проєкту, виправивши або дописавши її. |